# Quilônis (filha de Leotíquides)
Quilônis (português brasileiro) ou Quilónis (português europeu), filha de Leotíquides, foi uma espartana ligada à família real dos ágidas e possivelmente à família dos euripôntidas.
Quilônis foi casada com Cleônimo, tio do rei ágida Areu I, mas tinha como amante o filho de Areu, Acrótato.
Quando, devido às maquinações de Cleônimo, Pirro, rei do Epiro, invadiu a Lacônia, em um momento em que as principais tropas espartanas estavam fora de Esparta, ela participou ativamente da defesa da cidade [carece de fontes?]. 
Ela foi mãe do rei Areu II de Esparta, filho de Acrótato.
Árvore genealógica baseada em Plutarco, Pausânias e Pomeroy: